# كياو كو كو
كياو كو كو (بالبورمية: ကျော်ကိုကို)‏ هو لاعب كرة قدم ميانماري في مركز الهجوم، ولد في 20 ديسمبر 1992 في Amarapura ‏ في ميانمار. شارك مع منتخب ميانمار تحت 23 سنة لكرة القدم ومنتخب ميانمار لكرة القدم. أما مع النوادي، فقد لعب مع نادي يانغون يونايتد.

## وصلات خارجية
- كياو كو كو على موقع قاعدة بيانات كرة القدم.إي يو (الإنجليزية)
- كياو كو كو على موقع ناشيونال فوتبول تيمز (الإنجليزية)
- كياو كو كو على موقع Soccerway.com (الإنجليزية)